# Башнефть-УНПЗ
«Башнефть-УНПЗ» (баш. «Башнефть-ӨНЭЗ»; до 2012 года — Уфимский нефтеперерабатывающий завод) — филиал акционерной нефтяной компании «Башнефть», одно из четырёх промышленных градообразующих предприятий по переработке нефти в городе Уфе. Награждён орденом Ленина (1948).

## История
В СССР отсутствовало оборудование для переработки высокосернистой башкирской нефти, поэтому 4 июня 1935 г. между американской фирмой "Alco Products" и "Амторгом" был заключен договор о доставке Советскому Союзу нефтеперегонного завода, способного переработать в сутки 12 тыс. баррелей стерлитамакской нефти и произвести из нее высокооктановый бензин, моторное топливо, котельное топливо, остаточный асфальт и газ. При полном окончательном строительстве завод должен был иметь производительность 500 тыс. тонн нефти в год. Общая договорная цена на все чертежи, материалы и оборудование (с доставкой в Нью-Йорк) определялась в 1175 тыс. долл. Строительство завода началось в 1935 году при участии американской компании "Alco Products". Оборудование для другой части уфимского комплекса было поставлено нью-йоркской корпорацией "Lummus" . Официально открыт в 1937 году. Вошёл в строй после Ишимбайского НПЗ, открытого в 1936 году.
В 1938 году завод дал первые 117 т бензина прямой гонки. К 1939 году закончилось строительство первой очереди завода. К концу 1940-х годов в строй действующих введены установки второй очереди (комбинированная установка термического крекинга, вторая сернокислотная фенольной очистки, асфальтовый завод), третьей очереди (газофракционирующая, полимеризации, гидрогенизации). Во время Великой Отечественной войны завод снабжал фронт горючим.
После войны на заводе осуществлялось промышленное освоение новых технологических процессов каталитического крекинга, гидроочистки топлив, производства алюмосиликатного катализатора.
В 1959 году на заводе впервые в СССР была освоена переработка высокосернистых нефтей. В 1970-е годы подверглись коренной реконструкции установки переработки нефти, были построены новые технологические установки (каталитическая установка риформинга Л-35-5, ГИПХ-105 по производству меднохромовых катализаторов, инертного газа, элементарной серы), обеспечивающие увеличение мощности и улучшение качества продукции.
В 1970—1975 годах в строй действующих были введены установки производства технического водорода, ЭЛОУ-АВТ-6, гидроочистки дизельного топлива. В 1980—1985 годах завод первым в Башкирии начал перерабатывать конденсаты Оренбургского и Карачаганакского газовых месторождений.
Также в это время завод инициировал переселение поселка Новоалександровка вследствие того, что только что построенный комсомольский посёлок (называемый по старой памяти «5-й лагерь») оказался в трёхкилометровой санитарной зоне от новых площадок нефтезавода, и по нормам Министерства нефтяной промышленности СССР, жителей нужно было выселить в более безопасное место.
С 1994 года входил в Башкирскую нефтехимическую компанию. В 1995 году взамен морально и физически изношенных установок был введён комплекс каталитического крекинга Г-43-107М/1, который позволил увеличить глубину переработки нефти и выпуск высокооктановых бензинов.
В 2008 году по технологии «Изомалк-2» построена установка изомеризации пентан-гексановых фракций по схеме с рециклом гексанов.
В списке крупнейших компаний за 2009 год завод занял 319-е место.

## Современное положение
В 2012 году ОАО "Уфимский НПЗ" было реорганизовано путем присоединения к ОАО АНК "Башнефть".
Уставной капитал ОАО «Уфимский НПЗ» составил 619,277 млн рублей (на 2020 год).
Сырье, поступающее на завод для переработки — главным образом, нефть из Западной Сибири (примерно 50 %), Башкирии (примерно 40 %) и 10 % сырья составляет газовый конденсат.

## Продукция

### Бензин
- Бензин автомобильный экспортный АИ-92[10]
- Бензин неэтилированный автомобильный марки Премиум-95
- Бензин неэтилированный автомобильный марки Регуляр-92

### Дизельное топливо
- Топливо дизельное З-35-0,2
- Топливо дизельное Л-62-0,2
- Топливо дизельное экологически чистое ДЗЭЧ-0,035-25

### Прочее
- Мазут М-100, VII вида
- Сера техническая газовая комовая